# Учебник церковного права (Суворов)
«Уче́бник церко́вного пра́ва» (в первом издании 1889—1890 годов — «Курс церковного права») — учебник по церковному праву, один из главных трудов ординарного профессора Императорского Московского университета Н. С. Суворова (1848—1909), считающегося основоположником в России церковного права как науки. Учебник многократно переиздавался.
По словам П. В. Гидулянова, благодаря Н. С. Суворову «церковное право из свода благочестивых размышлений, каким оно было доселе, превратилось в стройную юридическую науку, ничем не уступающую своим собратьям на Западе».

## История
Учебник «Курс церковного права» профессора Демидовского юридического лицея Н. С. Суворова впервые был издан в Ярославле в 1889—1890 годы во «Временнике Демидовского юридического лицея» (тт. XLIX—LVI), а также двухтомником. В первом томе рассматривались общие вопросы церковного права: о месте церковного права в системе юридических наук, об источниках церковного права. Во втором томе излагались вопросы церковного устройства, церковного управления, внешнецерковных отношений.
Суворов отстаивал точку зрения, что церковное право есть юридическая, а не богословская наука.
Труд Н. С. Суворова критиковался за сходство его системы церковного права с протестантским, за «скатывание» к протестантскому учению. По мнению профессора М. А. Остроумова, «для знакомства с правом католической и евангелической церквей „Курс“ может быть очень полезной книгой».
Читателей Н. С. Суворов знакомил с методикой и выводами западно-европейских систем канонического права.
После доработки, в 1898 году в Ярославле труд Суворова вышел под названием «Учебник церковного права».
Став в 1898 году ординарным профессором по кафедре церковного права Императорского Московского университета, Н. С. Суворов в 1902 и 1908 годы выпустил московские издания учебника. Каждое прижизненное издание учебника уточнялось и дополнялось. Посмертно вышли издания 1912 и 1913 годов, повторяя версию 1908 года.
В издании 1902 года Суворовым был поднят вопрос о правовом статусе российского императора в Православной российской церкви. Он указывал, что византийский император в Восточно-Православной церкви был субъектом высшей церковной власти. Соответственно, аналогичным обладателем высшей правительственной власти в Православной церкви является всероссийский император. Поскольку российский народ политически управляется императором и этот же самый народ составляет Православную российскую церковь, то в России не может быть какой-либо юридической власти, независимой от православного самодержца.
В предисловии к изданию 1902 года С. Н. Суворов говорил: «Дать учащемуся юристу по возможности сжатое, избегающее многословия и в то же время не опускающее ничего важного, опирающееся при том же на исторические основы, изложение системы науки церковного права — такова была моя цель…».
Учебник Н. С. Суворова был выстроен по следующему плану:

1. исторический опыт развития церковного устройства,
2. исторический опыт развития источников церковного права,
3. догматическое изложение церковного устройства,
4. церковное управление,
5. внешние отношения церкви.

В учебнике 1908 года издания, увидевшего свет после выхода Основных законов Российской империи 1906 года, профессор Суворов следующим образом определил церковные полномочия всероссийского императора:

Русскому монарху принадлежит в Русской православной церкви законодательная власть во всем том, что касается юридического порядка церкви … в смысле внутренней правообразующей силы. Ему же принадлежит верховный надзор за состоянием жизни православной церкви не в смысле государственного надзора, имеющего целью охрану государственных интересов, а в смысле надзора, исходящего от внутренней верховной власти церкви. Хотя в отправлениях суда самодержавная царская власть не принимает участия, но в чрезвычайных случаях она есть высший источник правосудия по всяким делам и для людей всех ведомств, не исключая и духовного.

Профессор С. Н. Суворов отстаивал точку зрения, что синодальный строй Православной церкви имеет канонические основания.
Взгляды профессора Н. С. Суворова на проблемы церковного законодательства, о взаимоотношениях государства и церкви, о месте императора в Православной церкви критически воспринимались его коллегами. Они продолжают дискутироваться и среди современных историков и правоведов. Протоиерей В. А. Цыпин, называя Н. С. Суворова «убеждённым апологетом синодальной системы», критикует «Учебник церковного права» за то, что его автор выстраивает систему церковного права «не столько на канонах, сколько на законах и распоряжениях Российского правительства по Ведомству Православного Исповедания», что он ставит в центр управления Православной церкви православного императора. Цыпин говорит: «Цезарепапизм, который инославные полемисты неосновательно приписывают Православию, Н. С. Суворов считает нормой взаимоотношений между государственной властью и Церковью. Вызывает недоумение и то, что право Православной Церкви излагается у него наравне с правом Католической и Протестантской церквей».
В «Учебнике церковного права» фактически развивается научная парадигма, условное название которой — «имперско-монархическая» (в отличие от противоположной — «клерикально-патриархической»), которой вслед за Н. С. Суворовым придерживается ряд современных исследователей истории взаимоотношений царской и церковно-иерархической властей.
В 1925 году «Учебник церковного права» эмигрантами из России был издан в Праге.
В 2004 году «Учебник церковного права» был переиздан (по изданию 1908 года) в серии «Русское юридическое наследие»: Суворов Н. С. Учебник церковного права / Под ред. и с предисл. В. А. Томсинова. Серия «Русское юридическое наследие». — М.: Изд. «Зерцало». 2004. — 477 с.